# Гуралевич Іван Васильович
Іван Васильович Гуралевич (2 травня 1934, Львів — 17 вересня 2017, Страдч) — художник, педагог, засновник і перший директор Долинської художньої школи, Почесний громадянин міста Долина.

## Життєпис
Народився Іван Васильович Гуралевич 2 травня 1934 р. в м. Львові.
У 1959 р. закінчив Львівське училище прикладного та декоративного мистецтва ім. І. Труша за спеціальністю художній розпис.\
У 1981 р. художньо-графічний факультет Одеського педагогічного інституту ім. К. Д. Ушинського.
Працював в жанрах пейзажу, історичних картин, портрету, графіки.
Учасник районних, обласних, зональних і міжнародних художніх виставок Спілки художників України та 20 персональних.
Твори художника експонувалися у Венеції (Італія 1978), Греноблі (Франція 1989), Люкаві (Німеччина 1994), Славі (Польща 1996, 1997, 2003 рр.), Гданську (Польща 2004–2008 рр.). Входив до спілки художників Долинщини «Аркан». 
Написав понад 1000 картин різноманітних жанрів.
З його ініціативи в 1967 р. в м. Долині відкрилася художня школа, яку очолював 40 років.
Помер митець 17 вересня 2017 року, похований у рідному Страдчі.

## Нагороди
2004 р. – Почесна відзнака «За подвижництво в культурі Прикарпаття»
2008 р. – перша премі на Міжнародній виставці акварелей в Гданську.
2011 р. – ювілейна медаль «20 років незалежності України».
2019 р. – звання «Почесний громадянин міста Долина».